# Leptonètids
Els leptonètids (Leptonetidae) són una família d'aranyes araneomorfes. Fou descrita per primera vegada per Eugène Simon l'any 1890.
És una família poc coneguda per la gent, ja que són de mida molt petita. Són aranyes haplogines relativament primitives, ja que a la femella li falta l'enduriment extern de l'aparell reproductor. Tenen sis ulls disposats en un semicercle, amb quatre davant i dos darrere. Molts viuen en coves o entre el fullam.

## Sistemàtica
Segons el World Spider Catalog amb data de 10 d'abril de 2019, aquesta família té reconeguts 21 gèneres i 349 espècies de les quals 108 pertanyen al gènere Leptoneta. El creixement dels darrers anys és destacable, ja que el 28 d'octubre de 2006 hi havia reconeguts 15 gèneres i 200 espècies, de les quals 67 eren de Leptoneta. una part de l'increment en gèneres prové dels estudis de Ledford i Griswold del 2010 i 2011.
- Appaleptoneta Platnick, 1986 (EUA)[5]
- Archoleptoneta Gertsch, 1974 (EUA, Mèxic, Panamà)[6]
- Barusia Kratochvíl, 1978 (Croàcia, Grècia, Montenegro)
- Calileptoneta Platnick, 1986 (EUA)[5]
- Cataleptoneta Denis, 1955 (Turquia, Creta, Líban)
- Chisoneta Ledford & Griswold, 2011[4]
- Darkoneta Ledford & Griswold, 2010[3]
- Falcileptoneta Komatsu, 1970 (Japó)
- Leptoneta Simon, 1872 (Europa meridional, Àsia central, EUA)
- Leptonetela Kratochvíl, 1978 (Grècia, Turquia, Azerbaidjan, Geòrgia)
- Longileptoneta Seo, 2015[7]
- Masirana Kishida, 1942 (Japó)
- Montanineta Ledford & Griswold, 2011[4]
- Neoleptoneta Brignoli, 1972 (Mèxic, EUA)
- Ozarkia Ledford & Griswold, 2011[4]
- Paraleptoneta Fage, 1913 (Tunísia, Algèria, Itàlia)
- Protoleptoneta Deltshev, 1972 (Europa)
- Rhyssoleptoneta Tong & Li, 2007 (Xina)
- Sulcia Kratochvíl, 1938 (Balcans, Grècia)
- Tayshaneta Ledford & Griswold, 2011[4]
- Teloleptoneta Ribera, 1988 (Portugal)

### Superfamília Leptonetoidea
Els leptonètids havien format part de la superfamília dels leptonetoïdeus (Leptonetoidea), al costat de telèmids i oquiroceràtids. Les aranyes, tradicionalment, havien estat classificades en famílies que van ser agrupades en superfamílies. Quan es van aplicar anàlisis més rigorosos, com la cladística, es va fer evident que la major part de les principals agrupacions utilitzades durant el segle XX no eren compatibles amb les noves dades. Actualment, els llistats d'aranyes, com ara el World Spider Catalog, ja ignoren la classificació de superfamílies.